# Serie 595 de Renfe
La serie 595 de Renfe, serie 9500 en numeración antigua, o TAF (Tren Automotor FIAT) fue un conjunto de automotores diésel utilizados por Renfe entre las décadas de 1950 y 1980.

## Historia
El primero de ellos llegó a Barcelona, por la frontera de Port-Bou el 23 de abril de 1952, tras haber realizado varios viajes de pruebas por la red italiana, evento para el que fue dotado de bogies de vía normal. A partir del 1 de junio del mismo año empezaron a rodar entre Madrid y Barcelona, disponiendo de dos coches motores en los extremos y de un coche remolque intermedio. Gracias a unos curiosos fuelles de acoplamiento, típicos de FIAT, el tren podía desdoblarse en dos, separándose uno de los coches motores hacia otro destino, lo que permitió, según se fueron recibiendo más trenes, establecer servicios comerciales en forma de “Y”, como el de Madrid a Gijón y Santander —cuyos coches se desacoplaban en Palencia— o el de Madrid a Valencia y Alicante —la maniobra se hacía en La Encina—. 
Los TAF supusieron, aunque fuera inicialmente tan solo en algunas rutas privilegiadas, un salto cualitativo enorme en el confort de los viajes por tren en España, dado que contrastaban del todo con los coches de viajeros habituales en los años 1950 —en los que todavía predominaba la carrocería de madera—. Los pedidos más recientes de TAF contaban con aire acondicionado, algo que fue muy útil conforme fueron perdiendo importancia en la década de 1960 —con la llegada de los TER y Talgo III—. Estos últimos modelos fueron destinados a sustituir al material de preguerra que todavía operaba en las líneas de Andalucía, haciéndose muy famosos en los servicios de la «Estrella de Bobadilla». 
A partir de 1968 empezaron a perder su característico color plateado en favor de los dos tonos de azul de los TER.
El último TAF en prestar servicio comercial en Renfe lo hizo el 28 de septiembre de 1980, en la línea de Sevilla a Huelva. Los Caminhos de Ferro Portugueses tuvieron en su parque motor unos trenes idénticos a nuestros TAF, suministrados por FIAT a la par que sus «hermanos» españoles, que funcionaron más o menos en la misma época y fueron bautizados como «Foguetes» (Cohetes)